# 宋大詔令集
《宋大詔令集》240卷，不題編者，輯錄北宋太祖至徽宗九朝的重要詔令。現存196卷，詔令3800餘篇。

## 概要
趙希弁《郡齋讀書附志》子部類書類：「皇朝大詔令集二百四十卷　右宋宣獻公家所編纂也，皆中興以前之典故。嘉定三年李大異刻於建寧。」，陳振孫《直齋書錄解題》卷五史部詔令類：「本朝大詔令二百四十卷　寶謨閣直學士豫章李大異伯珍刻於建寧，云：紹興間宋宣獻家子孫所編纂也，而不著其名。始自國初，迄於宣政，分門別類，凡目至為詳也。」；《宋史》藝文志史部故事類：「宋朝大詔令二百四十卷紹興中出於宋綬家」，又集部總集類另見：「宋綬本朝大詔令二百四十卷」，實同一書。可見本書自南宋紹興間行世以來，歷代書目均以為宋綬子孫所編。
本書所錄詔令，細分門類，按年繫月編次。現存十七門，以典禮、政事兩門類目較多。特別是政事一門，共分五十餘類，類下分目，其下再分子目，幾近現存卷帙之半。而與《宋史》、《宋會要輯稿》等諸書所錄詔令相校，文字往往有所出入，但仍足以補諸書記載之不備，有資考證。

## 版本
由《郡齋讀書附志》、《直齋書錄解題》可知，本書宋嘉定三年（1210年）曾付梓於建寧。但元、明以降，久無重刊，所以藏書家所錄，都是抄本，清乾隆間修四庫全書，亦未及收。現存陸心源皕宋樓、瞿鏞鐵琴銅劍樓、李盛鐸述古堂傳抄本，均闕卷71至93、卷106至115、卷167至177，共44卷。
1962年，中華書局據北京圖書館藏瞿鏞鐵琴銅劍樓本與北京大學圖書館藏李盛鐸述古堂本對校，擇善而從，出版斷句排印本，附校記於卷末，於是本書始廣為流傳。臺灣鼎文書局亦據此本影印。

## 書誌情報
- 《宋大詔令集》（中華書局、2009年） ISBN 978-7-101-01618-5

## 關連項目
- 《唐大詔令集》 - 宋敏求編，輯錄唐代的重大詔令集。

## 腳注
1. 1 2 3  司義祖「《宋大詔令集》校點說明」　《宋大詔令集》（中華書局、2009年）卷首